# Frigărui

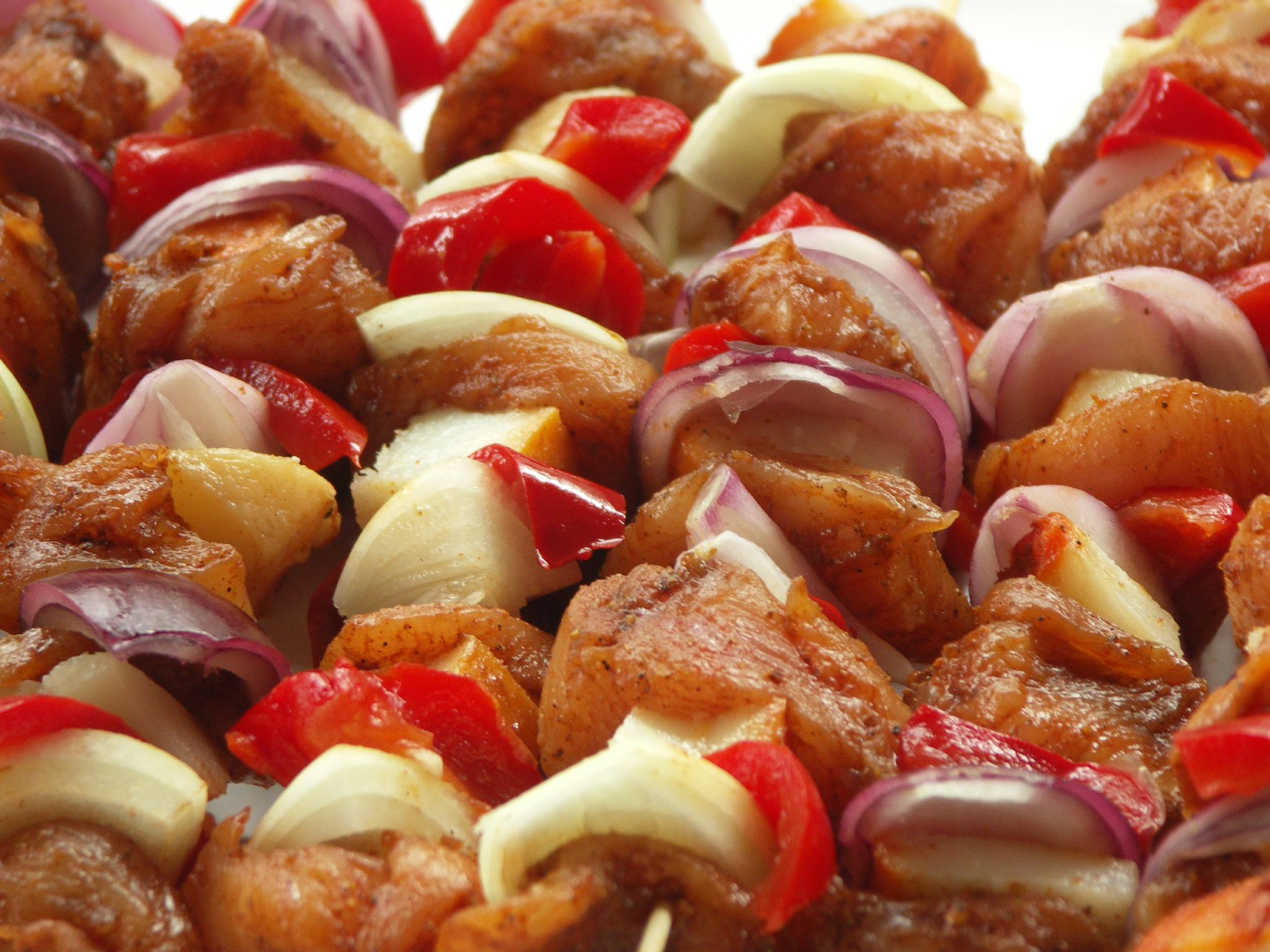
Frigărui

Frigărui (friɡəˈruj) é a designação de espetadas tradicionais da culinária da Roménia. São preparadas com pedaços de carne (geralmente de porco, bovino, borrego ou frango).
Por vezes, os pedaços de carne são alternados com pedaços de toucinho, linguiça, gordura e vegetais, tais como cebola, tomate, pimentos e cogumelos.
Podem ser marinadas e temperadas com pimenta, alho, segurelha, alecrim, manjerona, orégão, vinho branco e louro, entre outros temperos possíveis.
O seu nome é derivado do latim frigere (significando grelhar ou fritar), que também deu origem ao verbo "frigir", em português.
Estas espetadas podem ser fritas, assadas no forno ou grelhadas.